# Шибаево (озеро)
Шибаево — пойменное озеро в Алтайском крае России. Располагается на территории Клепиковского сельсовета Усть-Пристанского района. Относится к правобережной части бассейна верхнего течения Оби.
Площадь поверхности — 4,7 км² (по другим данным — 2,8 км²). Наибольшая глубина — 2,8 м, средняя — 1,2 м. Уровень уреза воды находится на высоте 141 м над уровнем моря.
Через озеро протекает река Камышинка. Также впадает река Курья.
Озеро имеет важное рыбохозяйственное значение, его рыбопродуктивность достигает 58,8 кг/га. Водится щука, сазан, лещ, окунь, карась.
Код водного объекта в государственном водном реестре — 13010200311115100000516.